# Mazaricos
Mazaricos egy község Spanyolországban, A Coruña tartományban. Mazaricos Santa Comba, Negreira, Outes, Muros, Carnota, Dumbría, Vimianzo és Zas községekkel határos. Lakosainak száma 3719 fő (2024).

## Turizmus, látnivalók
Részben a község területén található Galicia egyik legszebb vidéke, a kis területű Monte Pindo nevű hegység, ahol számos védett növény- és állatritkaságon kívül különleges sziklaalakzatok és egy 10. századi vár romjai is megtalálhatók.

## Népesség
A település népessége az utóbbi években az alábbiak szerint változott:
| Lakosok száma | 6072 | 5639 | 5329 | 4939 | 4720 | 4289 | 4087 | 3885 | 3806 | 3719 |
|               | 2001 | 2004 | 2006 | 2009 | 2011 | 2014 | 2016 | 2019 | 2021 | 2024 |